# Coelichneumon atrox
Coelichneumon atrox là một loài tò vò trong họ Ichneumonidae.